# Marie van Oss
Marie van Oss, född ca 1430, död 10 september 1507, var en nederländsk abbedissa. 
Hon är känd för den klosterkrönika hon lät skriva.